# Skrilavec
Skrilavec je metamorfna kamnina, ki vsebuje različne minerale. Njegova posebnost je, da ga je mogoče cepiti na ploskve, zato se je včasih veliko uporabljal v gradbeništvu.
Določa ga več kot 50 odstotkov ploščatih in podolgovatih mineralov , pogosto fino prepletenih s kremenom in glinencem.  Te luske  mineralov vsebujejo sljudo, klorit, lojevec, rogovačo, grafit in druge. Pogosto se pojavlja kamena strela , zato se ta posebna oblika imenuje kremenov skrilavec. Skrilavec ima pogosto granate. Oblikoval se je pri višji temperaturi in ima večja zrna kot fillit. [4] Geološka foliacija (plastnata tekstura metamorfnih kamnin, ki vsebujejo listaste silikate) s srednje velikimi zrnatimi kosmiči v želeni listni usmerjenosti, se imenuje schistosity. 
Imena različnih skrilavcev izhajajo iz njegovih mineralnih sestavin. Na primer skrilavec, bogat s sljudo se imenujejo sljudni skrilavec in vsebuje biotit ali muskovit. Največ je sljudnih, pogosta pa sta tudi grafitni in kloritni skrilavec. Skrilavec so morda poimenovali po njegovih nenavadnih mineralnih sestavinah, taki primeri so denimo granatni, turmalinov in glaukofanov skrilavec.
Posamezna mineralna zrna v skrilavcih, s toploto in tlakom razvlečena v luske, se vidi s prostim očesom. Skrilavec je značilno plastnat, kar pomeni, da se posamezna mineralna zrna v kosmičih ali ploščah z lahkoto odlepijo od podlage. Beseda skrilavec izhaja iz grške besede σχίζειν schízein, ki pomeni 'razdeliti' , saj se skrilavec z lahkoto razcepi v ravnini, v kateri ležijo ploščati minerali.
Večina skrilavcev izhaja iz gline in melja, ki sta šla skozi vrsto metamorfnih procesov,  vključno z nastajanjem skrilavca, skrila in filita v vmesnih fazah. Nekateri skrilavci izhajajo iz drobnozrnatih magmatskih kamnin, kot sta bazalt in tuf.

## Oblikovanje
V času metamorfoze so se kamnine, ki so bile prvotno sedimentne, magmatske in metamorfne pretvorile v skrilavec in gnajs. Če je bila sestava kamnin prvotno podobna, so jih zelo težko ločili med seboj, če je bila metamorfoza dobra. Kremenov porfir na primer in fino zrnat glinenčev peščenjak se lahko tako spremenita v sivi ali roza sljudni skrilavec. Običajno pa je mogoče razlikovati med sedimentnimi in magmatskimi skrilavci in gnajsi. Če ima na primer celotno okrožje s takimi kamninami sledove postelje, klastično strukturo (kamnina, nastala iz klastičnega sedimenta zaradi diageneze) ali diskordantno, potem je to lahko znak, da je bila prvotna kamnina sediment. V drugih primerih lahko intruzija, ohlajeni robovi, kontaktne spremembe ali porfirna struktura dokazujejo, da je bilo prvotno stanje metamorfnega gnajsa magmatska kamenina. Zadnja možnost je pogosto kemija, saj nekatere vrste kamnin z metamorfozo lahko, a le redko, spreminjajo kemično sestavo mase. Take kamnine so apnenci, dolomiti, kvarci in aluminijasti skrilavci, ki imajo zelo jasne kemične lastnosti, ki jih ločijo tudi takrat, ko se popolnoma prekristalizirajo.
Skrilavce razvrščamo v glavnem v skladu z minerali, ki jih sestavljajo in po njihovi kemični sestavi. Na primer mnogi metamorfni apnenci, marmorji in kalcitni skrilavci, s kristalinskim dolomitom, vsebujejo silikatne minerale, kot so sljuda, tremolit, diopsid, skapolit, kremen in glinenec. So pridobljeni iz apnenčastih sedimentov različnih stopenj čistosti. Druga skupina je bogata s kremenom (kvarciti, kremenov skrilavec in kvartozni gnajs), s spremenljivo količino bele in črne sljude, granata, glinenca, cojzita in rogovače. To so bili nekoč peščenjaki.  Za grafitni skrilavec zlahka verjamemo, da predstavlja usedline, ki so vsebovale premog ali rastline; obstaja tudi železova ruda (hematitni skrilavec), vendar so metamorfne postelje soli ali sadre izjemno redke. Med skrilavci magmatskega izvora obstajajo svilnat apnenčev skrilavec, foliatiran serpentin (nekoč ultramafična kamnina bogata z olivini), in bel sljudni skrilavec, porfiroidni in po pasovih urejen halleflint, ki je bil izpeljan iz riolita, kremenov porfir in felzični tuf. Večina sljudnega skrilavca so spremenjeni glinavci, ko je skrilavec prešel v normalne kamnine skozi različne vrste fillita in sljudnih ploščic. So med najpogostejšimi metamorfnimi kamninami; nekateri od njih so iz grafita, drugi iz apnencev. Raznolikost po videzu in sestavi je zelo velika, vendar pa tvorijo natančno določeno skupino, ki je ni težko prepoznati. Podskupina je andalusitni, staurolitni, kianitni in silimanitni skrilavec, ki običajno nastopajo v bližini gnajsovih granitov in so jih verjetno prizadeli kontaktni metamorfizmi. 
- Mikroskopski pogled na granatno-sljudni skrilavec v tankem sloju pod polarizirano svetlobo z velikim granatnim kristalom (črna) v matrici kremena in glinenca (bela in siva zrna) in vzporedne pramene iz sljude (rdeče, vijolične in rjave).
- Pogled na svetel granatno-glinenčev skrilavec.
- Manhattanski skrilavec iz jugovzhodnega New Yorka
- Skalovje manhattanskega skrilavca v newyorškem Centralnem parku

## Inženirski premisleki
V geotehniki skrilavci pogosto tvorijo diskontinuiteto in imajo lahko velik vpliv na mehansko vedenje (trdnost, deformacije itd) kamninske mase, na primer pri predorih, temeljenju ali gradnji na pobočju.